# Lena Bodewein
Lena Bodewein (geb. 7. Juni 1974 in Jülich) ist eine deutsche Journalistin. Sie war zwischen April 2016 und August 2022 für den NDR Hörfunkkorrespondentin im ARD-Studio Südostasien in Singapur.

## Leben
Lena Bodewein erhielt eine Ausbildung zur Lokalredakteurin an der Kölner Journalistenschule und studierte Germanistik und Anglistik in Köln, Hamburg und Manchester. Während ihres Studiums schrieb sie bereits für das Handelsblatt, die Süddeutsche Zeitung, den Tagesspiegel und andere Zeitungen. Sie volontierte beim NDR und arbeitete für NDR Info mit dem Schwerpunkt Kulturberichterstattung. Für den NDR ging sie 2008 als ARD-Korrespondentin nach New York City und berichtete u. a. über die Politik der Vereinten Nationen. Am 1. April 2016 entsandte die ARD Lena Bodewein mit ihrem Kollegen Holger Senzel, mit dem sie verheiratet ist, als Hörfunkkorrespondenten in das ARD-Studio Südostasien/Südpazifik nach Singapur. Es war das erste Mal, dass die ARD ein Ehepaar entsandte, um sich eine Korrespondentenstelle zu teilen. Von Singapur aus berichteten sie aus 14 Ländern.
Lena Bodewein berichtete 2017 aus dem Siedlungsgebiet der muslimischen Minderheit der Rohingya in Myanmar. Sie und ihre Fernsehkollegen wurden bei ihrer Arbeit massiv behindert.
Heute (2024) arbeitet Bodewein für die Wissenschaftsredaktion des Norddeutschen Rundfunks.

## Auszeichnungen
2007 erhielt Lena Bodewein den mit 5000 Euro dotierten dritten Preis des Kurt-Magnus-Preises. Sie habe einen eigenen Ton des radiophonen Feuilletons entwickelt, so die Jury, und beschreibe Alltagsphänomene auf leichte, transparente Art, ohne oberflächlich zu sein. „Sie schafft Hörerlebnisse, die durch Originalität und Sprachwitz überzeugen.“